# O Culto do Amador
O Culto do Amador é um livro de Andrew Keen que faz uma crítica à Web 2.0. Para o autor, estamos na era onde o amadorismo domina a produção da informação. Isso traz sérias consequências na vida, na economia e na cultura tradicional como nós a conhecemos.